# Cour d'Artus
La Cour d'Artus, anciennement connue sous la dénomination Junkerhof,,(en polonais : Dwór Artusa ; allemand : Artushof) désigne à la fois une place et un bâtiment en marquant l'entrée, situés au centre de la ville de Gdańsk, en Pologne. Cet ensemble servant autrefois le lieu de rencontre pour les marchands, cœur de la ville sociale de la ville lors de l'époque hanséatique. Aujourd'hui il abrite une branche du musée d'histoire de Gdańsk, et c'est un lieu historique et touristique majeur pour la ville.

## Histoire
La Cour d'Artus a été gravement endommagée lors de l'offensive de Poméranie orientale de l'Armée rouge en 1945, mais elle a été entièrement reconstruite après la guerre.